# O Yeti!
O Yeti! (ang. Abominable) – amerykański film animowany z 2019 w reżyserii Tima Johnson i Todda Wildermana. 
Film wyprodukowany przez DreamWorks Animation i Universal Pictures.

## Fabuła
Kiedy nastolatka Yi spotyka młodego Yeti na dachu apartamentowca, w którym mieszka, ona i jej psotni przyjaciele – Jin i Peng – nadają mu imię „Everest” i organizują niezwykłą wyprawę, aby magiczne stworzenie wróciło do swej rodziny, mieszkającej w najwyższym punkcie Ziemi.
Każdy krok tej wyprawy śledzi jednak Burnish, sprytny milioner, który marzy o schwytaniu Yeti, oraz dr Zara, która pragnie, by Everest wrócił do domu. 

## Obsada
- Chloe Bennet – Yi
- Tenzing Norgay Trainor – Jin
- Albert Tsai – Peng
- Sarah Paulson – dr Zara
- Eddie Izzard – Pan Burnish
- Tsai Chin – Nai Nai
- Michelle Wong – Mama Yi

### Wersja polska
- Weronika Humaj – Yi
- Mateusz Ceran – Jin
- Igor Borecki – Peng
- Anna Gajewska – Doktor Zara
- Kamil Pruban – Pan Burnish
- Jolanta Wołłejko – Nai Nai
- Marta Dobecka – Mama
- Szymon Mysłakowski – Kapitan

Wersja polska: Start International Polska
Reżyseria i tekst polski: Bartosz Wierzbięta
Dźwięk i montaż: Renata Wojnarowska
Kierownictwo produkcji: Dorota Nyczek

## Odbiór

### Box office
Budżet filmu jest szacowany na 75 milionów dolarów. W Stanach Zjednoczonych i w Kanadzie film zarobił 42 mln USD. W innych krajach przychody również wyniosły 40 mln, a łączny przychód 82 mln dolarów.

### Krytyka w mediach
Film spotkał się z pozytywną reakcją krytyków. W serwisie Rotten Tomatoes 81% ze 124 recenzji jest pozytywne, a średnia ocen wyniosła 6,62/10. Na portalu Metacritic średnia ocen z 28 recenzji wyniosła 61 punktów na 100.